# Desiati Kilometr
Desiati Kilometr (en ruso: Десятый Километр) es un jútor del raión de Apsheronsk del krai de Krasnodar, en Rusia. Está situado en las vertientes septentrionales del Cáucaso Occidental, en la orilla izquierda  del río Psheja, afluente del Bélaya, de la cuenca del Kubán, 29 km al sur de Apsheronsk y 108 km al sureste de Krasnodar, la capital del krai. Tenía 25 habitantes en 2010
Pertenece al municipio Chernígovskoye.